# Château de Blancey
Le château de Blancey est un château du XVIIIe siècle construit sur une base antérieure du XVIe siècle situé à Blancey en Côte-d'Or, en Bourgogne-Franche-Comté.

## Localisation
Le château est bâti à l'extrémité ouest du village.

## Historique
Le village et sa seigneurie sont anciens : le 16 juin 866 Charles le Chauve ratifie le don par Alard, abbé de Saint-Symphorien, d'une église à Blancey. La grange devant le château date du premier tiers du XVe siècle. La forteresse qui est à « Monseigneur le cardinal d'Ostun » en 1461 passe aux mains de Guillaume Buret de Saizerey le 16 mars 1488. En 1616 la description du terrier de Blancey appartenant à Etienne Dareau, conseiller du roi, décrit le château avec plusieurs chambres, remises, caves, et grenier ; trois tours, dont l'une avec chapelle ; cours, jardins, vergers, fossés, terrasses, allées, une belle grange et deux étables. Le château subit ensuite divers remaniements[réf. souhaitée].

## Architecture
Le château comporte un corps de bâtiment flanqué d'une tour demi-hors-œuvre et de dépendances encadrées de deux tours circulaires. Les deux parties de l'édifice sont reliées par un mur d'enceinte avec portail en arc portant les rainures pour les flèches d'un pont-levis et une bretèche percée de trois archères-canonnières. D’autres archères sont présentes sur la tour du logis et celle située à droite du portail qui abrite au premier étage une chapelle voûtée en berceau, accessible par un escalier en vis. 
L'étage de comble est éclairé par des lucarnes à fronton triangulaire. Le vaste bâtiment des dépendances est percé d'ouvertures symétriques, dont deux portes centrales en anse-de-panier, surmontées d'un oculus ovale ; il est couvert comme le logis d'un toit brisé à croupes. Un portail à piliers de pierre avec grille et fronton en fer forgé, aujourd'hui isolé, donnait accès à la cour au sud-ouest[réf. souhaitée].
Éléments protégés MH : le château et les dépendances, la grille du XVIIIe siècle du parc et la porte d'entrée : inscription par arrêté du 28 décembre 1988.

## Mobilier
Le rez-de-chaussée du logis comprend une salle basse de plan carré avec cheminée qui communique avec une chambre voûtée d'arêtes occupant le rez-de-chaussée de la tour et avec une cuisine également voûtée. Accessibles par un escalier tournant à quatre noyaux, les deux étages comportent des pièces d'habitation couvertes de plafonds à solives apparentes[réf. souhaitée].